# Limbó (képregény)
A Limbó vagy Limbus több kitalált dimenziónak a neve a Marvel Comics képregényeiben. Az ezt a nevet viselő dimenziók között az egyetlen közös vonás, hogy úgynevezett „zsebdimenziók”, melyeknek térbeli és időbeli kiterjedése igen korlátozott. A leggyakrabban a Limbó alatt a démoni Limbót szokták érteni, mely az Uncanny X-Men 160. számában jelent meg először 1982 augusztusában.

## Démoni Limbó
A démoni Limbó, vagy Máshely egy mágia uralta zsebdimenzió, melynek lakó démonok. A Limbó világának természeti törvényei nem az általunk ismert fizikai törvényeken alapulnak, mint például a gravitáció vagy az elektromágnesesség, hanem a mágián és a varázslaton.
Bár a Limbóban az idő lineárisan halad, ez mégsem merev szabálya a zsebdimenziónak. A múltja és a jövője természetes módon létrejött hasadékokon keresztül átjárható, jelen pedig nagyban függ az egyéntől. Az máig nem tisztázott, hogy pontosan milyen sebességgel telik az idő a Limbóban a Földhöz képest, de valószínűleg nem állandó gyorsasággal. Mikor Varázs először járt a Limbóban hét évet töltött el ott, míg a Földön csupán pár másodperc telt el. Később, mikor az Új Mutánsok csapatával látogatta meg a zsebdimenziót ilyen típusú eltérés nem volt tapasztalható a két világ között.
A Limbó anyagi valósága szintén igen képlékeny természetű melynek megjelenését a zsebdimenzió uralkodója maga is befolyásolhat, annak belső lényét tükrözi vissza. Maga a Limbó világa egy szokványos bolygó felszínére emlékeztet, azzal a különbséggel, hogy az egén nem láthatók csillagok. Mivel a dimenzió étere sűrűbb, a különböző varázslatok és mágiák jóval hatékonyabban működnek mint a Földön.
A Limbó mindenkori uralkodójának hatása magára a dimenzióra azonban kölcsönös természetű, vagyis maga a Limbó is hat az ott tartózkodó emberekre, lassan démonokká változtatja őket. Ez a hatás annál erősebb, minél nagyobb mágikus hatalommal rendelkezik az egyén. A folyamatot lassíthatja az egyén erős erkölcsi tudata, de a folyamat végén ő maga is elveszítheti a lelkét.
A Limbó létezése egy mágikus fémtől, a proméciumtól függ, mely egy óriási állati szívre hasonlít, mely egy barlangban található mélyen Limbó felszíne alatt.
A Limbó lakossága különböző méretű, erejű és intelligenciájú démonokból tevődik össze, akik felett a főmágus, vagy fővarázsló uralkodik. Az uralkodó vagy a dimenzió őslakos démonai közül kerül ki, vagy egy másik dimenzióból, általában a Földről. A démonok az uralkodót szolgamódra követik. Ez a kötődés és lojalitás az uralkodó felé azonban gyengülhet, ha az uralkodó huzamosabb ideig nem tartózkodik a Limbóban. Ekkor az intelligensebb és önállóbb démonok terveket kezdenek szőni a hatalom átvételére és más dimenziók és világok meghódítására. Egy ilyen puccs áldozata lett Varázs is, mikor két fődémon; S’ym és N’astirh átvették a hatalmat a Limbó felett és az Infernó során támadást indítottak New York ellen.

### Limbó uralkodói
A Limbó teljes történelme ismeretlen, de a képregényekben való első megjelenése óta több uralkodó is váltotta egymást a zsebdimenzióban.
- Balesco: Megjelenésében sokkal emberibb vonásokat mutat mint a Limbó többi lakója. Többször trónfosztottá vált, de mindannyiszor visszaszerezte a hatalmat.
- Iljana Nyikolajevna Raszputyin: Iljanát Balesco rabolta el a Földről, hogy tanítványaként nevelje fel. Mikor Iljana elég erős lett, letaszította Balescot a trónjáról és Varázs néven tagja lett az Új Mutánsok nevű szuperhőscsapatnak.
- S’ym és N’astirh: Miután Varázs többször huzamosabb időre elhagyta birodalmát S’ym és N’astirh, a zsebdimenzió két legerősebb démona sikeres puccsot hajtott végre ellene, majd megpróbálták kiterjeszteni a Limbó világát a Földre. Az Infernónak nevezett esemény során N’astirh életét vesztette, S’ym pedig rövid időre Limbó uralkodója lett.
- Fátum Doktor: Azért hódította meg a Limbót, hogy hozzájusson a misztikus proméciumhoz.
- Darkoth: Megszerezte a Lélekkardot, és annak erejével uralkodott a zsebdimenzió felett.
- Margali Szardos
- Amanda Sefton